# Веселе курча
«Веселе курча» — анімаційний фільм 1973 року Творчого об'єднання художньої мультиплікації студії Київнаукфільм.

## Над мультфільмом працювали
- Автор сценарію: М. Рибалко
- Режисер: Цезар Оршанський
- Композитори: Лев Колодуб, Жанна Колодуб
- Художник-постановник: Галина Бабенко
- Оператор: Анатолій Гаврилов
- Звукооператор: Ізраїль Мойжес
- Художник-мультиплікатор: Наталя Марченкова
- Асистенти: Е. Луцько, Н. Горбунова, Олена Деряжна
- Ролі озвучили: Геннадій Кислюк, Людмила Козуб, А. Осинська, Володимир Коршун
- Редактор: Світлана Куценко
- Директор картини: Іван Мазепа